# Welcome to Paradise (10cc)
Welcome to Paradise is een single van 10cc. Het is afkomstig van hun album Meanwhile.
De schrijver ontvlucht zijn saaie bestaan om te leven in een paradijs; het het uiterlijke paradijs blijkt echter slechts een dun laagje te zijn voor ellende. Hij valt voor de verkeerde vrouw en blijkt in een land te zijn waar staatsgrepen aan de orde van de dag zijn. Hij kan echter niet terug, want heeft al zijn schepen verband.
B-kant van de cd-single waren Don’t en Lost in Love, beide niet op het oorspronkelijke album, wel op de heruitgave daarvan. De single haalde noch de Nederlandse Top 40, noch de Single Top 100.

## Musici
- Eric Stewart – zang, elektrische piano, achtergrondzang
- Graham Gouldman – elektrische gitaar, achtergrondzang
- Lol Creme, Kevin Godley – achtergrondzang
- Jeff Porcaro – slagwwerk, percussie
- Freddie Washington – basgitaar
- Paul Griffen, David Paich – synthesizers
- Michael Landon – gitaar
- Hashiri Johnson – percussie
- Frank Lloyd, Fronzie Thornton, Curtis King, Tawatha Agee, Vanessa Thomas – achtergrondzang
- Jerry Hey – blaasarrangement, trompet
- Gary Grant – trompet
- Don Higgins – saxofoon

Graham Gouldman · Eric Stewart · Kevin Godley · Lol Creme

Paul Burgess · Rick Fenn · Stuart Tosh · Duncan Mackay · Tony O'Malley